# Taumante
En la mitología griega, Taumante o Taumas (en griego antiguo Θαύμᾱς, -αντος; Thaúmas, -antos; ‘maravilla’, ‘milagro’) era un dios marino, hijo de Gea y de Ponto, dios primordial del mar. Sus hermanos eran por lo tanto Nereo, Forcis, Ceto y Euribia. Los órficos dicen que Taumante y un tal Biante nacieron de la unión entre Crono y Rea.
Según Hesíodo, Taumante tomó por esposa a la oceánide Electra, y con ella engendró tres hijas y a la vez raudas voladoras: Iris y las Harpías, Aelo y Ocípete. Otros autores posteriores ya citan a las Harpías como una tríada y modifican sus nombres. No en vano sus hijas suelen llevar el patronímico de Taumántides o Taumantias, en especial Iris (por lo espectacular de sus colores). Como sucede con otros personajes dentro de la mitología, a Taumante también se le atribuyen otros hijos fuera del canon hesiódico, como Arce o el dios fluvial indio Hidaspes.
En un ejercicio etimológico, Platón asocia el nombre de Taumante (Θαύμᾱς) con θαῦμα, esto es, las «maravillas (del mar)».